# Sukuma
Sukuma – największa grupa etniczna w północno-zachodniej Tanzanii, ich populacja wynosi blisko 10 mln ludzi. Posługują się językiem sukuma, z rodziny bantu, kultywują tradycyjne wierzenia afrykańskie, część przyjęła także chrześcijaństwo lub islam.
Sukuma oznacza „północ” i odnosi się do „ludzi północy”. Sukuma żyją w północno-zachodniej Tanzanii, także w pobliżu południowych brzegów Jeziora Wiktorii.
Sukuma mają mieszaną gospodarkę, rolnictwo wykorzystują głównie na własne potrzeby. Hodują także bydło. Podstawę rolnictwa stanowi uprawa prosa, sorga i kukurydzy. Ważną rolę odgrywa także bawełna.
Największe miasto zamieszkane przeważnie przez Sukuma to Mwanza.